# Шойбле, Вольфганг
Во́льфганг Шо́йбле (нем. Wolfgang Schäuble; 18 сентября 1942[…], Фрайбург-им-Брайсгау — 26 декабря 2023, Оффенбург) — немецкий политик из партии ХДС, с 2005 по 2009 год — министр внутренних дел ФРГ, с 28 октября 2009 по 24 октября 2017 года — министр финансов ФРГ. С 2017 по 2021 год занимал должность председателя бундестага.

## Биография
С 1984 по 1989 годы был федеральным министром по особым поручениям, с 1989 по 1991 годы занимал пост министра внутренних дел. С 1991 по 2000 годы руководил фракцией ХДС/ХСС в бундестаге, с 1998 по 2000 годы одновременно находился на посту председателя партии ХДС. В связи со скандалом о незаконных пожертвованиях на счета партии был вынужден оставить эту должность и уступить её Ангеле Меркель.
Умер от рака 26 декабря 2023 года в возрасте 81 года в окружении своей семьи.

## Покушение
12 октября 1990 года после мероприятия в рамках кампании по выборам в бундестаг в городке Оппенау психически больной наркозависимый Дитер Кауфман совершил покушение на Вольфганга Шойбле, ранив при этом ещё одного человека. Две пули, выпущенные из револьвера Smith & Wesson 38 калибра в спину федеральному министру внутренних дел, попали в спинной мозг и челюсть. Вольфгангу Шойбле была проведена экстренная операция во Фрайбургской университетской клинике. Он остался парализован ниже третьего грудного позвонка и оставшуюся часть жизни передвигался в инвалидной коляске.
По результатам всеобщих выборов 27 сентября 2009 года, ХДС/ХСС и СвДП получили возможность сформировать коалиционное правительство. В новом правительстве Ангелы Меркель Вольфганг Шойбле исполнял обязанности министра финансов. В конце лета 2013 года в интервью «Deutsche Welle» заявил, что готов остаться на посту министра финансов ФРГ на дальнейшие четыре года.

## Высказывания
В апреле 2014 года Вольфганг Шойбле, выступая перед школьниками одной из берлинских школ, сравнил российскую аннексию Крыма с политикой Гитлера по захвату в 1938 году Судетских областей тогдашней Чехословакии и последующему переводу под контроль всей Чехословакии. 3 апреля МИД России сделало представление послу ФРГ в России в связи с высказываниями Шойбле.
Сразу после этого в эфире телеканала ARD Шойбле пояснил, что его неправильно поняли, а сравнивать кого-то с Гитлером может только идиот. Подобные исторические аналогии в контексте действий России в Крыму и заявлений Шойбле сочли неуместными также федеральный канцлер Ангела Меркель и министр иностранных дел ФРГ Франк-Вальтер Штайнмайер.
Весной 1990 г. заявил по поводу объединения ФРГ и ГДР: «Дорогие друзья, речь идёт о вхождении ГДР в ФРГ, а не наоборот. Это не объединение двух равных государств».
Мнение Шойбле о евробондах (2010):
Эти еврооблигации ликвидируют как раз то, что мы сделали основой стабильности евро: тот, кто не имеет солидной экономики, платит большие проценты.

## Награды
- Командор со звездой ордена Заслуг перед Республикой Польша (18 февраля 2025 года, Польша, посмертно)[17]